# 新巴590線
新巴590線是香港島一條已停駛的巴士路線，來往海怡半島及中環（交易廣場），取道堅拿道天橋及告士打道特快來往，停辦前祇於星期一至五繁忙時間提供服務。

## 簡介及歷史
第一代590線於1992年3月1日由中巴開辦，來往海怡半島及中環交易廣場，以配合海怡半島入伙。開辦時已是全空調巴士服務，收費$4.5，除了服務海怡半島外，也同時充當90線的空調服務，同時與城巴非專利路線90R作競爭。第一代的590線途經灣仔市中心、金鐘及中環，路線跟M590線（本線重組前的名稱）的非繁忙時段的路線相似。
城巴於1993年9月1日接辦90線，以略高於中巴非空調巴士收費，提供全空調服務，令第一代590線車費顯得昂貴，客量開始下跌，但因海怡半島居民甚多，故仍有一定的乘客。不過受到城巴的劇烈競爭，同時中巴看準來往灣仔北及中環的特快服務需求，1994年7月16日起增設早晚繁忙時間，取道堅拿道天橋、告士打道特快來往的特別班次，深受居民歡迎。
新巴1998年9月1日接辦第一代590線後，90及本線的收費差額已很大（90線收$4.7，而590線則收$6.2，在2001年及2008年更分別調整至$6.5及$6.9），新巴為與城巴競爭，便在平日早上至傍晚分拆本線，成為590A及M590線（本線重組前的名稱）。當時，590A線只於平日早上至傍晚服務，來往海怡半島及金鐘（東），收費$5.8（2001年及2008年分別調整至$6.1及$6.5）；M590線（本線重組前的名稱）於平日早上至傍晚提供特快服務（即中巴時代早晚特快班次的行車路線），取道告士打道直達中環，不停灣仔市中心及金鐘，又繞經香港站，方便鴨脷洲居民轉乘港鐵機場快綫前往機場。而平日晚間及假日全日，M590線（本線重組前的名稱）則按照第一代590線的行車方式，不經告士打道。
雖然非繁忙時間兩線的客量沒有太大的上升，但是這重組對90線仍有一定的影響，90線的客量也不及當年。及至周大福收購城巴後，兩巴為善用資源，於2005年曾建議把90線及90B線分別以順時針及逆時針方向行走，M590線（本線重組前的名稱）則全日特快行駛，590A線則只會提供繁忙時段服務。唯時任鴨脷洲邨區議員林玉珍及海怡東區議員林啟暉及海怡半島居民反對，故此作罷。
當時，雖然兩線均列作循環線，但實際運作上卻跟一條設有兩邊總站路線無異，乘客在金鐘站及中環交易廣場必須下車，而且由2009年8月29日起，M590（本線重組前的名稱）正式改為兩邊總站。
為進一步改善服務及重新定位海怡半島來往灣仔、金鐘及中環的巴士服務，於《2010-11年南區路線發展計劃》中，建議M590改為每天所有班次依平日日間特快路線行走（即途經堅拿道天橋、告士打道，不停金鐘），編號改回590線，成為第二代590線；590A則提升至每天早上至凌晨提供服務，並正式改為兩邊總站。建議獲南區區議會通過，並於2010年5月30日起實施。
590線為連接海怡半島及灣仔北、中環商業區的主幹路線，取道堅拿道天橋、告士打道直接往返，故在南港島綫通車前，繁忙時間吸引大批鴨脷洲居民乘搭，早上繁忙時間的班次曾達4分鐘一班；而下午班次通常於中環已滿座甚至頂閘，無力疏導灣仔北入境事務大樓的乘客。
但自從港鐵南港島線（東段）於2016年12月28日正式通車，由於海怡半島靠近港鐵站，不少居民會選擇港鐵而非巴士服務，雖然利用港鐵往返本路線沿線需要在金鐘站轉車，但始終走線與本路線重疊，港鐵於班次、行車時間、效率、穩定性、載客量上有較大優勢。自從此線於2019年加價後，收費比港鐵更為高昂，不少乘客因而改乘港鐵往返，除了平日上午繁忙時間仍有一定客量支持以外，客量出現明顯流失，班次因而由3分鐘一班遭到大幅削減至15-30分鐘一班。
最終此線由2020年8月3日起，改為只於星期一至五早上及黃昏繁忙時間提供單向服務。惟客量仍持續偏低，因此由2021年9月20日，本線正式取消服務。

### 經域多利道特別班次
2014年9月底起，受雨傘運動阻塞道路影響，590線一度停駛，至10月8日起開辦星期一至五早上及傍晚繁忙時間由海怡半島經香港仔海傍，然後不停站經域多利道及四號幹線來往中環交易廣場的特別班次。即使金鐘道於10月14日重開，特別班次仍維持經域多利道的安排，更於10月17日起擴展至星期一至六全日服務。

## 服務時間及班次
| 海怡半島開 | 海怡半島開                 | 中環（交易廣場）開 | 中環（交易廣場）開  |
| 日期       | 開出時間                   | 日期               | 開出時間            |
| ---------- | -------------------------- | ------------------ | ------------------- |
| 星期一至五 | 06:05、06:30、07:00、07:30 | 星期一至五         | 17:50、18:10、18:30 |
| 星期一至五 | 07:50、08:10、08:30、09:00 |                    |                     |

星期六、日及公眾假期不設服務

## 收費
全程：$7.8
- 過香港仔隧道後往中環（交易廣場）/海怡半島：$4.7

| - 本線設有12歲以下小童及65歲或以上長者半價優惠。 - 65歲或以上香港居民使用「樂悠咭」，以及12歲以下合資格殘疾兒童使用「殘疾人士身份」個人八達通繳付車資，均可享有每程$2.0或半價（以較低者為準）的票價優惠；12至64歲合資格殘疾人士使用「殘疾人士身份」個人八達通（包括「樂悠咭」），以及60至64歲香港居民使用「樂悠咭」繳付車資，均可享有每程$2.0或全費（以較低者為準）的票價優惠。 - 65歲或以上長者如使用長者或一般個人八達通繳付車資，則只可享有半價優惠；12至64歲合資格殘疾人士如不使用「殘疾人士身份」個人八達通，以及60至64歲人士如不使用「樂悠咭」繳付車資，必須繳付全費。 - 乘客可以現金或八達通於上車時付款，不設找續。 - 每位成人乘客可免費攜帶最多兩名4歲以下而不佔座位的兒童乘客乘車，超額之4歲以下小童必須繳付小童車費乘車。 - 九龍巴士、城巴及龍運巴士全職員工及家屬（不包括外判職員）可免費乘搭本路線，惟必須拍職員或職員家屬八達通。 - 乘客亦可使用AlipayHK「易乘碼」、支付寶、 WeChatHK／微信支付「搭車碼」、銀聯雲閃付「乘車碼」及BOC Pay「乘車碼」、具有感應式支付功能的VISA、Mastercard及銀聯卡，以及Apple Pay、Google Pay及Samsung Pay流動支付平台繳付車資。使用此支付方式的乘客可享有中途下車之分段收費，以及與其他城巴獨營路線或聯營線城巴班次之轉乘優惠，惟不適用於與非城巴路線之轉乘優惠。使用此支付方式的乘客亦不能享有「公共交通費用補貼計劃」及「長者及合資格殘疾人士公共交通票價優惠計劃」。 |

### 八達通轉乘優惠
乘客登上本線後指定時間內以同一張八達通卡轉乘以下路線，或從以下路線登車後指定時間內以同一張八達通卡轉乘本線，次程可獲$1折扣優惠：
- 590往海怡半島 → 95往利南道工業區，轉乘時限為90分鐘
- 95往石排灣 → 590往中環，轉乘時限為60分鐘

## 使用車輛
本線主要使用亞歷山大丹尼士Enviro 500（40XX、55XX）及富豪B9TL(45XX)行走。

## 行車路線
海怡半島開經：怡南路、海怡路、鴨脷洲橋道、黃竹坑道、（黃竹坑道天橋、黃竹坑道）、香港仔隧道、堅拿道天橋、告士打道、夏愨道、干諾道中、康樂廣場及港景街。
- 07:00-09:00開出的班次改經黃竹坑道天橋。

中環（交易廣場）開經：干諾道中、夏愨道、告士打道、堅拿道天橋、香港仔隧道、黃竹坑道、鴨脷洲橋道、海怡路、怡南路、海怡路、利南道及怡南路。

### 沿線車站
| 海怡半島開 | 海怡半島開         | 海怡半島開               | 中環（交易廣場）開 | 中環（交易廣場）開 | 中環（交易廣場）開       |
| 序號       | 車站名稱           | 位置                     | 序號               | 車站名稱           | 位置                     |
| ---------- | ------------------ | ------------------------ | ------------------ | ------------------ | ------------------------ |
| 1          | 海怡半島           | 海怡半島公共運輸交匯處   | 1                  | 中環（交易廣場）   | 中環（交易廣場）巴士總站 |
| 2          | 海怡半島美暉閣     | 海怡路                   | 2                  | 大會堂             | 干諾道中                 |
| 3          | 海怡半島海韻閣     | 海怡路                   | 3                  | 香港演藝學院       | 告士打道                 |
| 4          | 鴨脷洲邨利澤樓     | 鴨脷洲橋道               | 4                  | 入境事務大樓       | 告士打道                 |
| 5          | 鴨脷洲邨           | 鴨脷洲橋道               | 5                  | 香港仔隧道收費廣場 | 黃竹坑道                 |
| 6          | 利枝道             | 鴨脷洲橋道               | 6                  | 香港仔運動場       | 黃竹坑道                 |
| 7          | 鴨脷洲徑           | 鴨脷洲橋道               | 7                  | 業興街             | 黃竹坑道                 |
| 8*         | 香港仔工業學校     | 黃竹坑道                 | 8                  | 勝利工廠大廈       | 黃竹坑道                 |
| 9*         | 甄沾記大廈         | 黃竹坑道                 | 9                  | 鴨脷洲徑           | 鴨脷洲橋道               |
| 10*        | 海洋公園道         | 黃竹坑道                 | 10                 | 利枝道             | 鴨脷洲橋道               |
| 11*        | 香港仔隧道收費廣場 | 黃竹坑道                 | 11                 | 御庭園             | 鴨脷洲橋道               |
| 12         | 舊灣仔警署         | 告士打道                 | 12                 | 海怡半島怡韻閣     | 海怡路                   |
| 13         | 分域街             | 告士打道                 | 13                 | 海怡半島海韻閣     | 海怡路                   |
| 14         | 皇后像廣場         | 干諾道中                 | 14                 | 海怡半島           | 海怡半島公共運輸交匯處   |
| 15         | 中環（交易廣場）   | 中環（交易廣場）巴士總站 |                    |                    |                          |

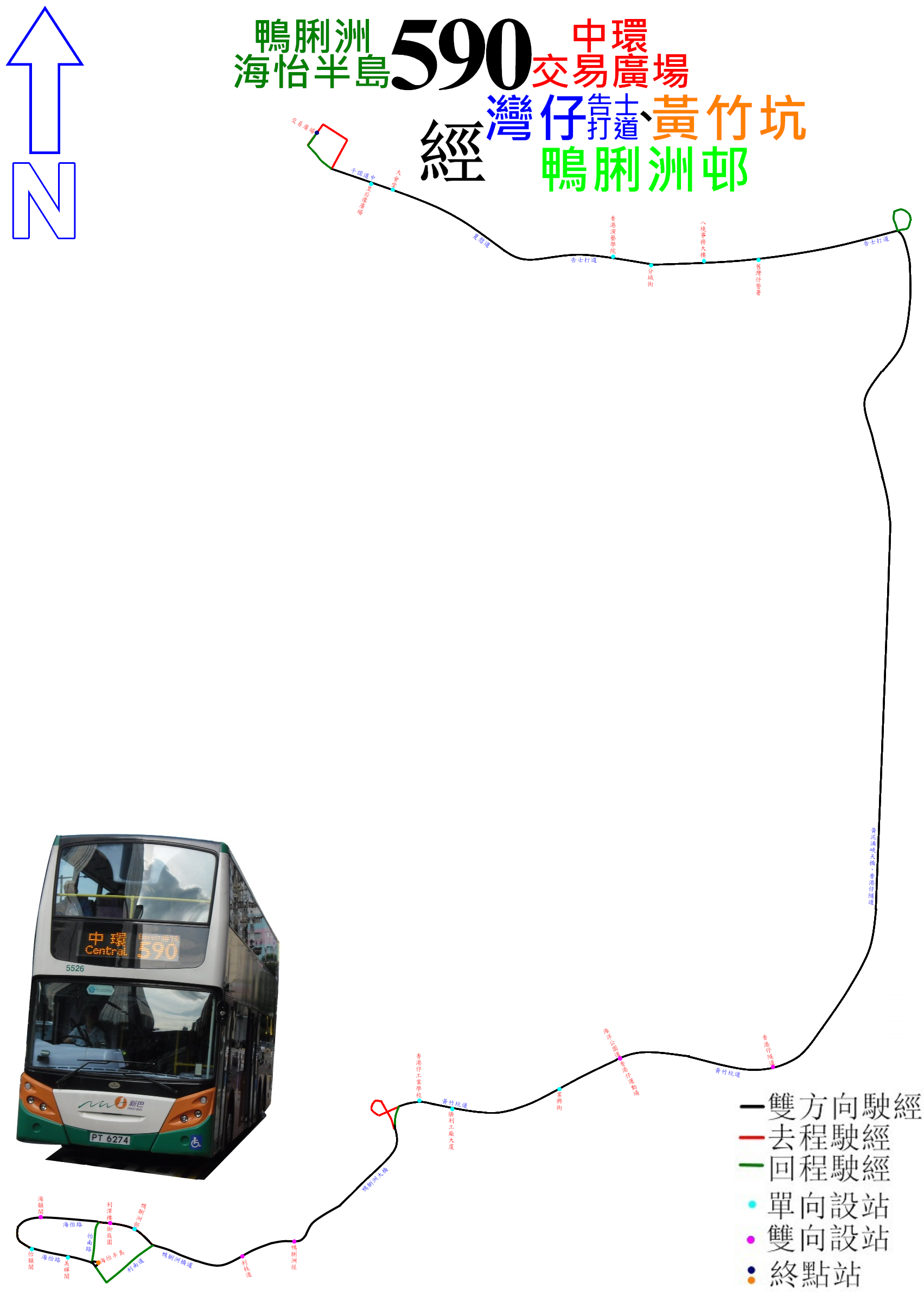
本線的走線圖

- 07:00-09:00由海怡半島開出的班次不停有 * 號之車站。

## 外部連結
新巴
- 新巴590線 （页面存档备份，存于）
- 新巴590線路線圖 （页面存档备份，存于）
- 新巴590線詳細時間表 （页面存档备份，存于）

其他
- 681巴士總站-新巴590線 （页面存档备份，存于）
- https://web.archive.org/web/20050424035037/http://hk.geocities.com/ntoreg/apleichauindiv.htm
- 南區區議會交通及運輸委員會會議紀錄，2010年2月8日[永久]